# Заводское (Кабардино-Балкария)
Заводско́е (кабард.-черк. Заводскэ) — село в Терском районе республики Кабардино-Балкария. Входит в состав муниципального образования «Сельское поселение Верхний Акбаш».

## География
Селение находится в южной части Терского района, в 9 км к востоку от районного центра Терек и в 64 км к востоку от города Нальчик.
Граничит с землями населённых пунктов: Верхний Акбаш на юге, Дейское на западе, Тамбовское на севере и Инаркой на востоке.
Населённый пункт расположен на наклонной Кабардинской равнине, в переходной от предгорной в равнинную, зоне республики. Средние высоты на территории муниципального образования составляют 275 метров над уровнем моря. Рельеф местности представляют собой в основном наклонную предгорную равнину. К востоку от села тянутся бугристые возвышенности.
Гидрографическая сеть на территории населённого пункта представлена ручьём Чёрная речка, протекающая к западу от села и Акбашским каналом, проходящий через центр поселения.
Климат влажный умеренный с тёплым летом и прохладной зимой. Среднегодовая температура воздуха составляет около +10,5°С, и колеблется от средних +22,5°С в июле, до средних -2,0°С в январе. Минимальные температуры зимой крайне редко отпускаются ниже -10°С, летом максимальные температуры достигают +35°С. Среднегодовое количество осадков составляет около 650 мм. Основная часть осадков выпадает в период с апреля по июнь. Основные ветры — восточные и северо-западные.

## История
Рабочий посёлок Заводской был основан в 1962 году. Через год, в ходе преобразований муниципальных районов КБАССР, посёлок был передан в Верхнеакбашский сельсовет.
Ныне селение слился с выше лежащим селом Верхний Акбаш и фактически представляют собой один населённый пункт.

## Население
| 2002 | 2010 | 2021 |
| ---- | ---- | ---- |
| 486  | ↗512 | ↗516 |

Национальный состав
По данным Всероссийской переписи населения 2002 года, 91 % населения села составляли кабардинцы.

По данным Всероссийской переписи населения 2021 года:
| Народ               | Численность, чел. | Доля от всего населения, % |
| ------------------- | ----------------- | -------------------------- |
| кабардинцы          | 488               | 94,57 %                    |
| русские             | 11                | 2,13 %                     |
| черкесы             | 7                 | 1,36 %                     |
| другие / не указано | 10                | 1,94 %                     |
| всего               | 516               | 100,0 %                    |

Поло-возрастной состав
По данным Всероссийской переписи населения 2010 года:
| Возраст     | Мужчины, чел. | Женщины, чел. | Общая численность, чел. | Доля от всего населения, % |
| ----------- | ------------- | ------------- | ----------------------- | -------------------------- |
| 0 — 14 лет  | 39            | 44            | 83                      | 16,2 %                     |
| 15 — 59 лет | 167           | 195           | 362                     | 70,7 %                     |
| от 60 лет   | 33            | 34            | 67                      | 13,1 %                     |
| Всего       | 239           | 273           | 512                     | 100,0 %                    |

Мужчины — 239 чел. (46,7 %). Женщины — 273 чел. (53,3 %).
Средний возраст населения — 35,5 лет. Медианный возраст населения — 31,9 лет.
Средний возраст мужчин — 35,2 лет. Медианный возраст мужчин — 31,2 лет.
Средний возраст женщин — 35,8 лет. Медианный возраст женщин — 32,6 лет.

## Инфраструктура
Основные объекты социальной инфраструктуры как школа, детский сад, больница, мечеть и дом культуры, расположены в центре сельского поселения — Верхний Акбаш.
На территории села действуют малые заводы по обработке и переработке сельскохозяйственных продуктов.

## Улицы
| Варитлова |
| Гагарина  |
| Горького  |

| Горная   |
| Крупская |
| Линейная |

| Надречная |
| Небежева  |
| Рабочая   |

## Примечание
1. 1 2  Итоги Всероссийской переписи населения 2020 года (по состоянию на 1 октября 2021 года)
2. ↑  Численность населения Кабардино-Балкарской Республики по сельским населённым пунктам по итогам ВПН-2002
3. ↑  Численность населения КБР в разрезе населённых пунктов по итогам Всероссийской переписи населения 2010 года
4. ↑  Коряков Ю. Б.. База данных «Этно-языковой состав населённых пунктов России». Дата обращения: 3 января 2020. Архивировано 27 марта 2020 года.
5. ↑  Итоги Всероссийской переписи населения 2020 года. Том 5. Национальный состав и владение языками. Таблица 1. Национальный состав населения Кабардино-Балкарской Республики, городских округов и муниципальных районов. Дата обращения: 9 октября 2023. Архивировано 16 октября 2023 года.
6. ↑  База микроданных Всероссийской переписи населения 2010 года. Дата обращения: 15 ноября 2015. Архивировано из оригинала 9 июня 2014 года.
7. ↑  Численность населения КБР по итогам Всероссийской переписи населения 2010 года. Дата обращения: 21 ноября 2016. Архивировано из оригинала 24 июня 2016 года.